# 聖西里爾和聖美多德教堂

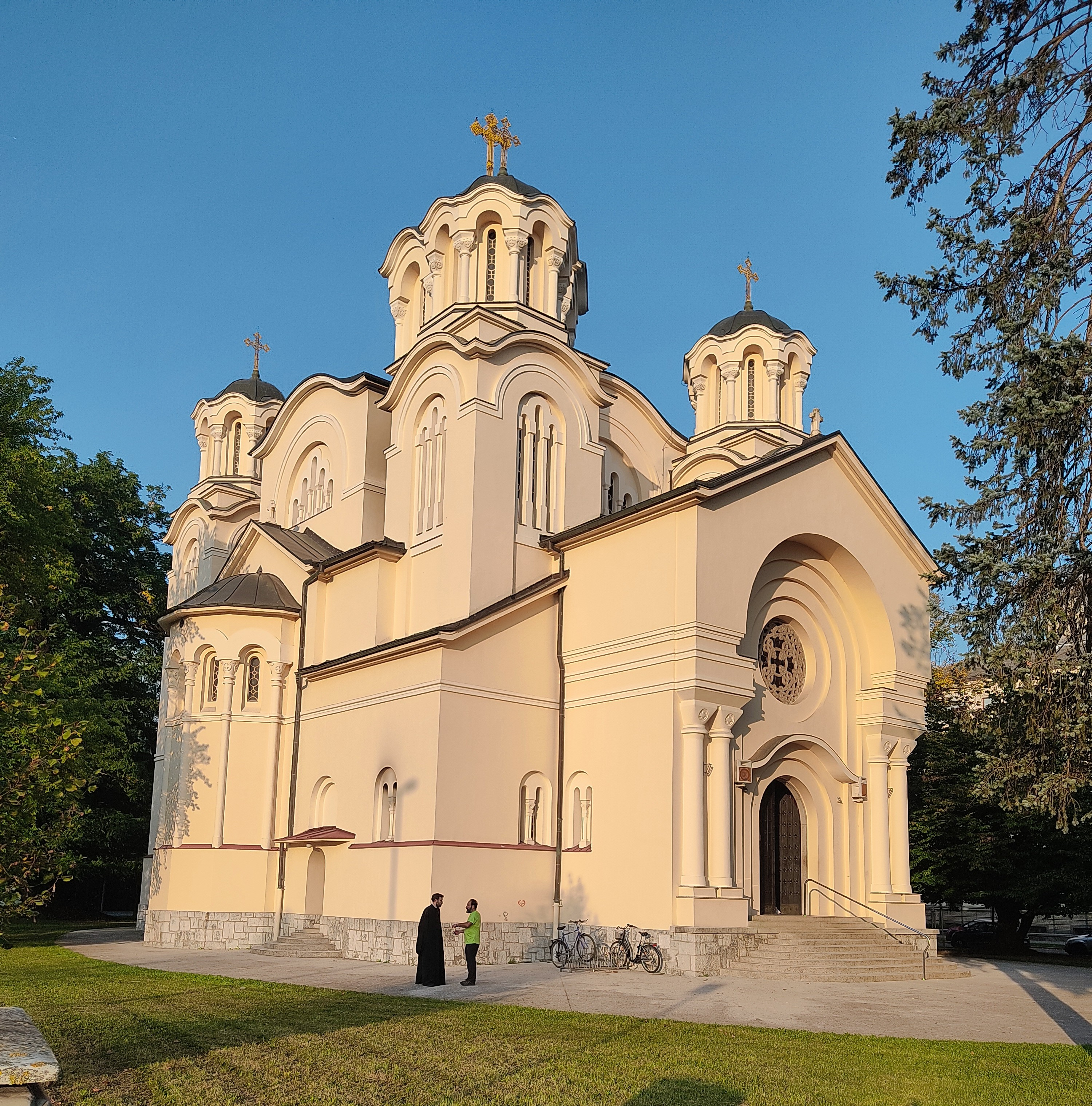

聖西里爾和聖美多德教堂，通稱東正教教堂，是位於斯洛維尼亞首都盧比安納的一座東正教教堂。教堂擁有五個圓頂，上有金色十字架。聖西里爾和聖美多德教堂修建於1932年至1936年。

## 外部連結
- .   [2018-01-25]. （原始内容存档于2018-10-20）.

46°3′14.22″N 14°29′57.61″E / 46.0539500°N 14.4993361°E